# Питвото
Скално светилище „Питвото“ се намира в едноименната местност, разположена на рида Драганица, на 2 km северно от село Врата (Област Пловдив).

## Описание и особености
Най-високата точка на рида е връх Шилденски камък (1308 m н.в.). Местността Питвото се намира в източната част на рида и обхваща два скалисти масива, които се открояват над целия рид. В тяхното южно и източно подножие са локализирани две подравнени скални площадки, върху които се открива огромно количество фрагментирана тракийска керамика. В пределите на двете площадки по време на археологически
разкопки през 2004 г. са заложени два сондажни изкопа от екип работещ под ръководството на българския археолог доц. Иван Христов. Хр.

## Археологическо проучване
Екипът работещ на обекта открива на различни нива по скалите, до самия връх по-малки площадки и скални процепи, върху които са депонирани отделни керамични фрагменти.
Най-общо керамиката от единия сондаж на „площадка 1“ е датирана в периода VІІІ–VІ век пр. Хр., като преобладават фрагменти от кани, гърнета и питоси. В двата сондажа на площадката са открити множество фрагменти, условно разделени според начина на изпичане и състав на глината на няколко типа. Тяхната датировка се подкрепя и от фрагменти от бронзов спираловиден наниз, използван в периода VІІІ–
VІІ в. пр. Хр. Освен тракийска керамика, в пределите на площадката са открити глинени прешлени, бойни каменни топки и няколко дъна на съдове от Късната античност (ІІ–ІІІ в.).
Сондажи са осъществени и на разположената на 200 m западно от „площадка 1“, в непосредствена близост до билото на рида и на 50 m по-високо от първата. Ориентирана е на изток, между два скални върха с размери 9 х 14 m. Заложените сондажи са в неразкопан от иманяри участък, при дълбочина на културните напластявания 0,80 m.
Откритият керамичен материал от този сондаж е датиран в късната Бронзова епоха (ХІV–ХІІ в. пр. Хр.), което означава, че площадката е била основна на най-ранното светилище в рида „Драганица“.
Според доц. Христов след две до три столетия прекъсване, центърът на култовото място се е преместил при „площадка 1“.
„Скалното светилище Питвото“ попада в обособен микрорайон, чийто култов център вероятно е било светилището Беланташ. Към цялостната поселищна картина в тази част на планината попада и регистрираното тракийско селище в м. Чотрова махала, няколко еднично разположени надгробни могили и пещерата „Топчика“, разположена в долината на р. Сушица, за която археологът Мечислав Домарадски допуска да е използвана и за култови нужди.
Светилищата в тази част на планината попадат в район, който попада границата между две етнически територии. Едната територия обхваща Източните Родопи, а другата – „по-високите“ части на планината, която в писмените извори се свързва с етнонима на племената Сатри и Беси.
Според доц. Христов на практика при светилищата от рида Дърбаш се забелязват няколко нива на почитане на скалата. Първото ниво е т.нар. „долна“ култова площадка в подножието на скалите. Следва преход към „високата“ част на скалите – „възкачване“ по изсечени стъпала, какъвто е случаят при околните светилища Караджов камък, Ин кая и Хайдут кая. Следват малки скални изсичания, дело на човешка ръка, и по-големи естествени скални ями, запълнени с дарове.